# Coupe de la Ligue professionnelle argentine de football
La Coupe de la Ligue professionnelle (en espagnol : Copa de la Liga Profesional) est une compétition de football argentin organisée par la Fédération d'Argentine de football (AFA). Elle est créée en 2020 et oppose les clubs du Championnat d'Argentine de football. Elle permet de se qualifier pour la Copa Libertadores.

## Format

### Édition 2020
Dans la première version, les équipes sont réparties dans six poules de quatre où elles se rencontrent deux fois. Les deux premiers de poule sont qualifiés pour les poules de championnat. Dans cette phase les équipes sont réparties dans deux poules de six où elles se rencontrent une fois. Les deux premiers de chaque poule se rencontrent dans une finale sur un match.
Le vainqueur est qualifié pour la Copa Libertadores, le finaliste se qualifie pour la Copa Sudamericana.
Cette édition sera rebaptisée Copa Diego Armando Maradona à la suite du décès de Diego Maradona le 25 novembre 2020.

### Édition 2021
La deuxième édition est disputée par les 26 équipes qui participent à la saison 2021, elle se joue avant le championnat. Les équipes sont divisées en deux poules de treize et se rencontrent une fois. Les quatre premiers de poule se rencontrent dans la phase par élimination directe avec les quarts de finale, demi-finales et une finale sur terrain neutre.

## Palmarès
| Année | Vainqueur               | Résultat           | Finaliste       |
| ----- | ----------------------- | ------------------ | --------------- |
| 2020  | Boca Juniors            | 1-1 (5-3 t. a. b.) | Banfield        |
| 2021  | Colón (Santa Fe)        | 3-0                | Racing Club     |
| 2022  | Boca Juniors            | 3-0                | Tigre           |
| 2023  | Rosario Central         | 1-0                | CA Platense     |
| 2024  | Estudiantes de La Plata | 1-1 ap (4-3 tab)   | Vélez Sarsfield |